# Chaksam

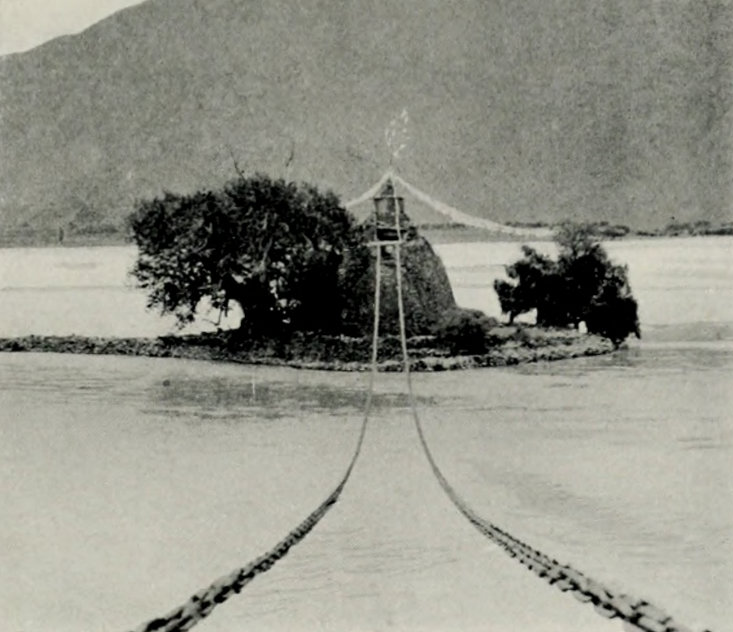
resten van de brug

Chaksam is een oversteek over de rivier Yarlung Tsangpo in de Tibetaanse Autonome Regio.
Over de rivier werd een ijzeren hangbrug gebouwd door Thangtong Gyalpo (1385-1464). Ten noorden van de brug ligt de plaats Zangxi Zong. Ten zuiden van de rivier maakt het aansluiting op de Laliu Highway en ligt de plaats Püncogling.
Bij Chaksam hield Tsarong Dasang Dramdül in 1910 een Chinese legereenheid gedurende twee dagen staande, waardoor dedertiende dalai lama in ballingschap naar Sikkim kon vluchten.